# Калверт-Сіті (Кентуккі)
Калверт-Сіті (англ. Calvert City) — місто (англ. city) в США, в окрузі Маршалл штату Кентуккі. Населення — 2514 особи (2020).

## Географія
Калверт-Сіті розташований за координатами 37°0′40″ пн. ш. 88°20′14″ зх. д. / 37.01111° пн. ш. 88.33722° зх. д. (37.011111, -88.337316).  За даними Бюро перепису населення США в 2010 році місто мало площу 43,13 км², з яких 41,74 км² — суходіл та 1,39 км² — водойми. В 2017 році площа становила 47,89 км², з яких 46,25 км² — суходіл та 1,64 км² — водойми.

## Демографія
Згідно з переписом 2010 року, у місті мешкало 2566 осіб у 1071 домогосподарстві у складі 741 родини. Густота населення становила 59 осіб/км².  Було 1154 помешкання (27/км²).
Расовий склад населення:
| - 98,1 % — білих - 0,4 % — азіатів - 0,3 % — корінних американців - 0,1 % — чорних або афроамериканців |

До двох чи більше рас належало 1,0 %. Частка іспаномовних становила 0,8 % від усіх жителів.
За віковим діапазоном населення розподілялося таким чином: 21,5 % — особи молодші 18 років, 55,0 % — особи у віці 18—64 років, 23,5 % — особи у віці 65 років та старші. Медіана віку мешканця становила 44,8 року. На 100 осіб жіночої статі у місті припадало 85,9 чоловіків;  на 100 жінок у віці від 18 років та старших — 79,4 чоловіків також старших 18 років.
Середній дохід на одне домашнє господарство  становив 60 526 доларів США (медіана — 42 604), а середній дохід на одну сім'ю — 77 131 долар (медіана — 62 679). За межею бідності перебувало 24,1 % осіб, у тому числі 34,7 % дітей у віці до 18 років та 11,0 % осіб у віці 65 років та старших.
Цивільне працевлаштоване населення становило 932 особи. Основні галузі зайнятості: освіта, охорона здоров'я та соціальна допомога — 24,9 %, виробництво — 15,0 %, мистецтво, розваги та відпочинок — 13,7 %.